# 4741 Leskov
4741 Leskov este un asteroid din centura principală, descoperit pe 10 noiembrie 1985 de Liudmila Karacikina.